# Michael Landon: El pare que vaig conèixer
Michael Landon: El pare que vaig conèixer  (títol original: Michael Landon, the Father I Knew) és un telefilm dramàtic estatunidenc de 1999 sobre la vida de Michael Landon. Ha estat doblada al català.

## Argument
Mike i les seves germanes sempre han idealitzat el seu pare. Intel·ligent, graciós i generós, aquest sempre ha sabut ser allà quan els seus fills tenien necessitat d'ell malgrat la seva agenda molt carregada. Però tot canvia el dia que Michael troba una jove superba amb qui decideix refer la seva vida. Des de llavors, Michael comença a negligir els seus fills, ho pateix cruelment Mike.

## Repartiment
- John Schneider: Michael Landon
- Cheryl Ladd: Lynn Landon
- Joel Berti: Michael Landon Jr.
- Sarah Lancaster: Leslie Landon amb 17 anys
- J. Kenneth Campbell: Andy Glennon
- Julie Condra: Cindy Landon